# Wanksta
Wanksta ist ein Lied des US-amerikanischen Rappers 50 Cent. Der Song ist die dritte Singleauskopplung des Soundtracks Music from and Inspired by the Motion Picture 8 Mile und wurde am 6. November 2002 veröffentlicht. Er ist auch auf 50 Cents Debütalbum Get Rich or Die Tryin’ aus dem Jahr 2003 enthalten und erschien ursprünglich bereits am 1. August 2002 auf dem G-Unit-Mixtape No Mercy, No Fear. In Europa wurde Wanksta lediglich als Promo-Single veröffentlicht.

## Inhalt
Wanksta ist dem Genre Gangsta-Rap zuzuordnen. 50 Cent richtet sich darauf an alle sogenannten Fake-Gangster, die vorgeben, etwas anderes zu sein als sie in echt sind und sich selbst etwas vormachen. Jedoch würden sie sich noch nicht einmal trauen, eine Waffe zu benutzen. Dabei rappt er über seine eigene kriminelle Vergangenheit als Drogendealer, aufgrund der er im Gefängnis saß. Zudem glorifiziert er Schusswaffen und berichtet von leichten Frauen, die auf sein Geld aus seien. Der Titel „Wanksta“ ist ein Kofferwort aus den Wörtern „Wannabe“ sowie „Gangsta“ und steht somit für jemanden, der gern ein Gangster wäre und vorgibt gefährlich zu sein, aber in Wirklichkeit harmlos ist.

“You say you a gangsta, but you never pop nothin’
We say you a wanksta and you need to stop frontin’
You go to the dealership, but you never cop nothin’
You been hustlin’ a long time and you ain’t got nothin’”

## Produktion
Der Song wurde von den US-amerikanischen Musikproduzenten Sha Money XL und J. Praize produziert. Beide fungierten neben 50 Cent auch als Autoren.

## Musikvideo
Bei dem zu Wanksta gedrehten Musikvideo führte der dominikanische Regisseur Jessy Terrero Regie. Es verzeichnet auf YouTube fast 110 Millionen Aufrufe (Stand Januar 2022).
Zu Beginn des Videos ist ein kleines Kind mit einer Gangster-Puppe zu sehen. 50 Cent rappt den Song, während er in einem Autokorso durch die Stadt fährt und neben einer leicht-bekleideten Frau sitzt. Sie fahren an verschiedenen Leuten vorbei, die ihn teilweise ehrfürchtig grüßen, während er darüber lacht, dass sie ihre Probleme nicht selbst regeln können. Anschließend steht er mit den G-Unit-Mitgliedern Lloyd Banks und Tony Yayo auf der Straße, wo er den Song weiterrappt. Kurz darauf gehen sie in einen Club, in dem sie mit zahlreichen Frauen feiern. Am Ende des Videos nimmt 50 Cent dem kleinen Kind die Gangster-Puppe weg und wirft sie in den Müll.

## Single

### Titelliste
1. Wanksta (Clean) – 3:39
2. Wanksta (Album Version) – 3:39
3. Wanksta (Instrumental) – 3:41
4. Wanksta (Acappella) – 3:26

### Chartplatzierungen
Wanksta stieg am 30. November 2002 in die US-amerikanischen Singlecharts ein und erreichte am 1. März 2003 mit Rang 13 die höchste Platzierung. Insgesamt konnte sich der Song 20 Wochen lang in den Top 100 halten. In den Jahrescharts der Vereinigten Staaten belegte das Lied im Jahr 2003 Position 63. Dagegen konnte es sich in anderen Ländern nicht platzieren.
| ChartsChartplatzierungen       | Höchstplatzierung | Wochen |
| ------------------------------ | ----------------- | ------ |
| Vereinigte Staaten (Billboard) | 13 (20 Wo.)       | 20     |

| ChartsJahrescharts (2003)      | Platzierung |
| ------------------------------ | ----------- |
| Vereinigte Staaten (Billboard) | 63          |

### Verkaufszahlen und Auszeichnungen
Wanksta wurde 2022 für mehr als eine Million Verkäufe in den Vereinigten Staaten mit einer Platin-Schallplatte ausgezeichnet.

| Land/Region               | Auszeichnungen für Musikverkäufe (Land/Region, Auszeichnung, Verkäufe) | Verkäufe  |
| ------------------------- | ---------------------------------------------------------------------- | --------- |
| Vereinigte Staaten (RIAA) | Platin                                                                 | 1.000.000 |
| Insgesamt                 | 1× Platin ·                                                            | 1.000.000 |

Hauptartikel: 50 Cent/Auszeichnungen für Musikverkäufe

## Remix
Ende 2003 veröffentlichte 50 Cents Förderer Eminem eine Remixversion des Songs mit dem Titel Wanksta (Eminem’s Version), der auf seiner Kompilation The Singles erschien.